# Владимиров, Александр Сергеевич
Александр Сергеевич Владимиров (род. 12 октября 1950 года, Шира, СССР) — советский конькобежец, мастер спорта СССР международного класса (1974), чемпион СССР в классическом многоборье (1974) и на дистанции 5000 метров (1974), серебряный призёр (5000 м), бронзовый (1974 - 1500, 10000 м). Неоднократный победитель и призер первенств ВЦСПС, чемпионатов РСФСР. Почётный гражданин Балахтинского района (2024).

## Биография
Уроженец Красноярского края, родился в сибирской тайге. С детства был, как и все сибиряки - охотником. Жил в посёлке Шира. Саша встал на "снегурочки" в возрасте 4-х лет и продолжал кататься и играть в хоккей в начальных класса на промерзающих до дна озёрах и болотах. Конькобежным спортом стал заниматься случайно. В 10-м классе его отправили на первенство Хакасской АО, где он занял 3-е место и влюбился в этот вид спорта. 
После окончания Ширинской средней школы в 1968 году, поступил в Красноярский педагогический институт на факультет физического воспитания, который окончил в 1975 году.
В 1970 году выполнил норматив мастера спорта. В январе 1971 года на соревнованиях юниоров на высокогорном катке Цахкадзор Александр, выступавший за красноярский "Буревестник" выиграл многоборье. В марте на 7-й зимней Спартакиаде профсоюзов СССР Александр стал чемпионом в сумме многоборья среди юниоров. В 1973 году на дебютном на чемпионате СССР в классическом многоборье финишировал на 11-м месте. 
В 1974 году стал чемпионом СССР в классическом многоборье, набрав 173,786 очков. На дистанции 5000 метров финишировал с рекордом СССР - 7:26,86 и стал первым из красноярских конькобежцев абсолютным чемпионом СССР. Тогда вошёл в состав сборной СССР . Владимиров дебютировал в том году на чемпионате Европы в Эскильстуне и на чемпионате мира в Инцелле, где занял 12-е места в абсолютных зачётах.
В феврале 1974 года на 5-й зимней Спартакиаде народов РСФСР Александр финишировал вторым в забеге на 5000 метров, а следом на первенстве СССР на отдельных дистанциях стал вторым на 5000 метров и третьим на 1500 и 10 000 метров.
В 1975 году дважды поднимался на 10-е места на чемпионате Европы в Херенвене и на чемпионате мира в Осло. В том же году стал победителем предолимпийской недели в Инсбруке на дистанции 10 000 метров и готов был ехать на Олимпийские игры 1976 года. Но стало зашкаливать давление и падать зрение. Тогда врачи команды забраковали его. Владимиров добегал сезон и завершил спортивную карьеру в 1976 году.

## Карьера тренера
После спортивной карьеры работал государственным тренером Спорткомитета СССР по Красноярскому краю. Он и возглавлял краевой штаб по проведению соревнований «Лёд надежды нашей». С 1981 года работал в огурской общеобразовательной школе учителем физкультуры, а с 1989 по 2010 год был директором. В школе организовал работу под девизом «Умными, сильными и здоровыми – в XXI век». Работал преподавателем кафедры зимних видов спорта в Красноярском педагогическом университете, с 1997 по 2003 года был директором Дивногорского училища Олимпийского резерва.  

## Личная жизнь и семья
Александр Сергеевич с 1981 года живёт в Огуре Балахтинского района. Вместе с супругой Светланой Викторовной они совершают обязательные ежедневные прогулки по селу, и частенько посещают новую спортивную площадку. В 2013 он полностью потерял зрение, но продолжает жить. Частенько ездит на рыбалку, любит природу и прогулки. У него четыре дочки, шестеро внуков и правнучка. В огурской школе проходят традиционные турниры по шорт-треку на кубок Владимирова А.С.   